# Arp 60
Arp 60 ist eine Galaxie im Sternbild Haar der Berenike, welche etwa 962 Millionen Lichtjahre von der Milchstraße entfernt ist und am Ende eines ihrer Spiralarme mit einem kleineren Objekt hoher Flächenhelligkeit (SDSS J131446.02+260629.8) interagiert.
Halton Arp gliederte seinen Katalog ungewöhnlicher Galaxien nach rein morphologischen Kriterien in Gruppen. Diese Galaxie gehört zu der Klasse Spiralgalaxien mit einem kleinen Begleiter hoher Flächenhelligkeit auf einem Arm.